# Mont Pollino
Le mont Pollino est une montagne de la chaîne des Apennins culminant à 2 248 m d'altitude entre la Basilicate et la Calabre.
C'est le second plus haut sommet sommet de la Calabre après la serra Dolcedorme. Il donne son nom au massif du Pollino et au parc national du Pollino, le plus grand d'Italie, créé en 1993.

## Toponymie
L'origine du nom est incertaine. Pour certains, le nom proviendrait du latin pullus (« jeune animal ») d'où le nom Mons Pullinus (littéralement « mont des jeunes animaux ») ; pour d'autres, il serait issu du latin Mons Apollineus, « mont d'Apollon », puisqu'il était considéré comme la résidence de ce dieu pendant la période de la Grande Grèce.

## Géographie

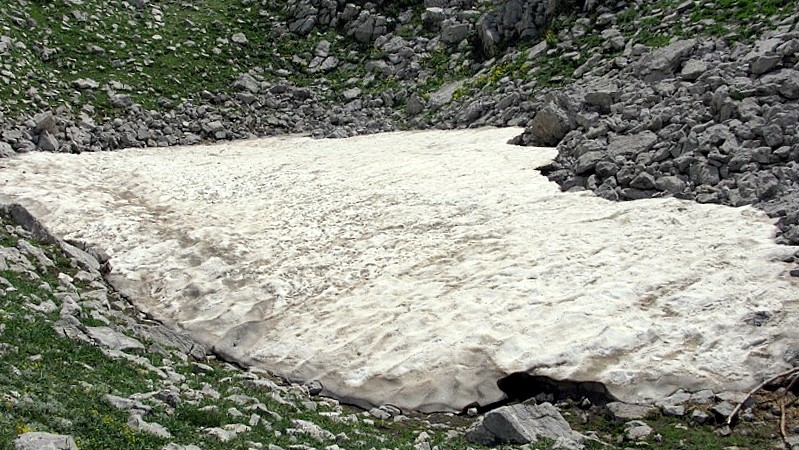
Névé, fin août 2010

La partie supérieure de la montagne est caractérisée par une absence de végétation et la présence de roches calcaires formant des dolines. Dans l'une d'elles s'est formé un névé, le plus méridional d'Europe,. 
Le mont Pollino est séparé de la serra del Prete sur son versant nord-ouest par le plan de Gaudolino à 1 684 m d'altitude. Sur le versant sud se trouve le gouffre du Pollino, qui domine le domaine de Pollinello et le plan de Gaudorosso. C'est à cet endroit que se trouve le plus grand pin de Bosnie d'Italie, le « Patriarca del Pollino » qui, vieux de plus de 1 000 ans, est l'un des plus anciens d'Europe.

### Géologie
La montagne est constituée de calcaire.
Le profil du sommet est le résultat de l'action de glaciers disparus. Sur le versant nord-oriental du mont Pollino se trouvent deux cirques glaciaires séparés par le contrefort nord-est de la montagne.

### Flore

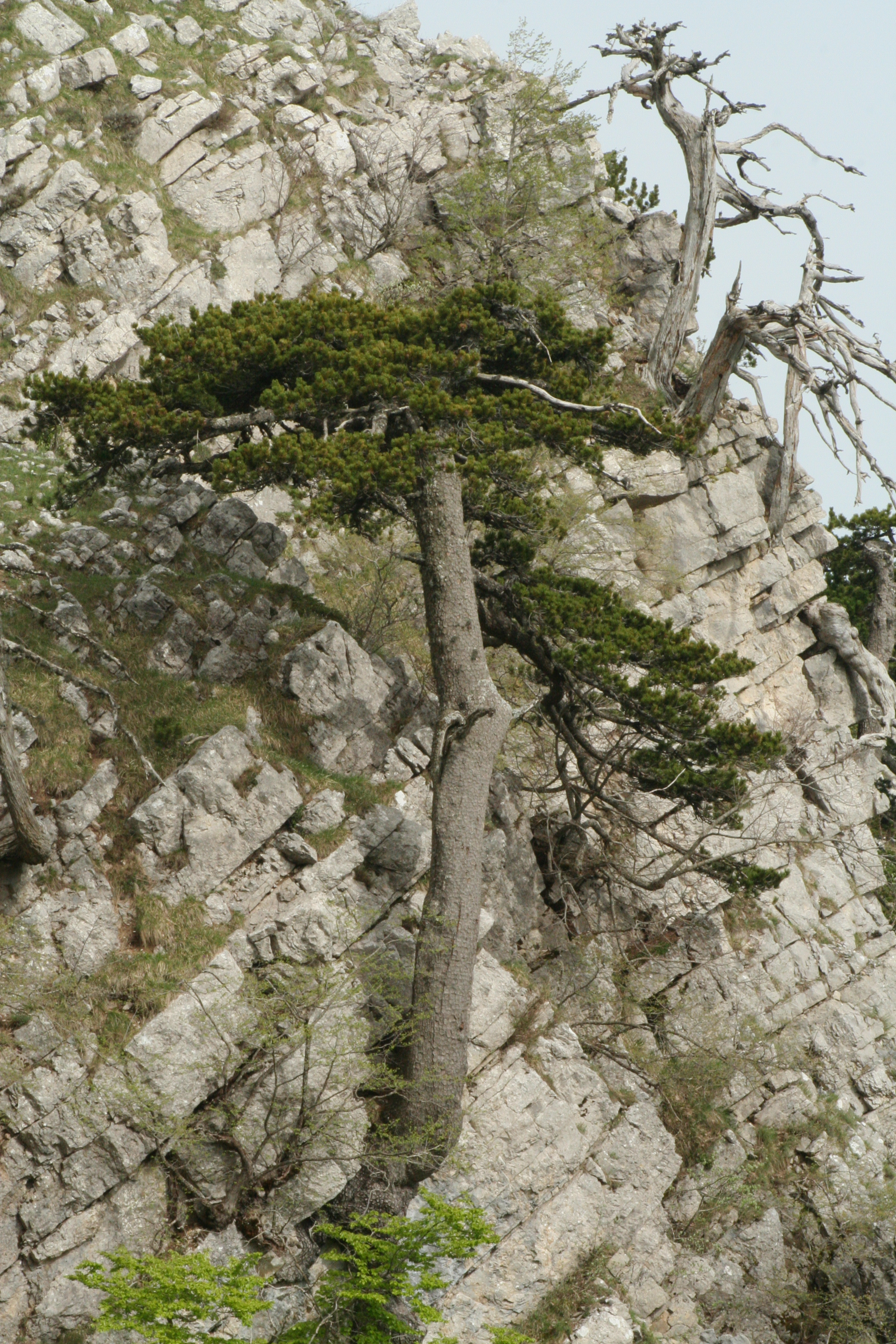
Pin de Bosnie

Sur les versants de la montagne, sur une dénivellation d'environ 1 200 m, se trouvent des forêts de charme, chêne, hêtre, châtaignier et Pin de Bosnie.
Les hêtres sont situés dans la partie inférieure de la montagne. Sur le versant ouest, poussent des pins épars et une espèce de genévrier rampant.
En été poussent diverses espèces de fleurs sauvages : renoncule, Rosier sauvage, joubarbe, Orpin blanc, Violette de l'Etna, Campanule agglomérée, Globularia meridionalis, Coronic de Colonna, chardon.

### Faune

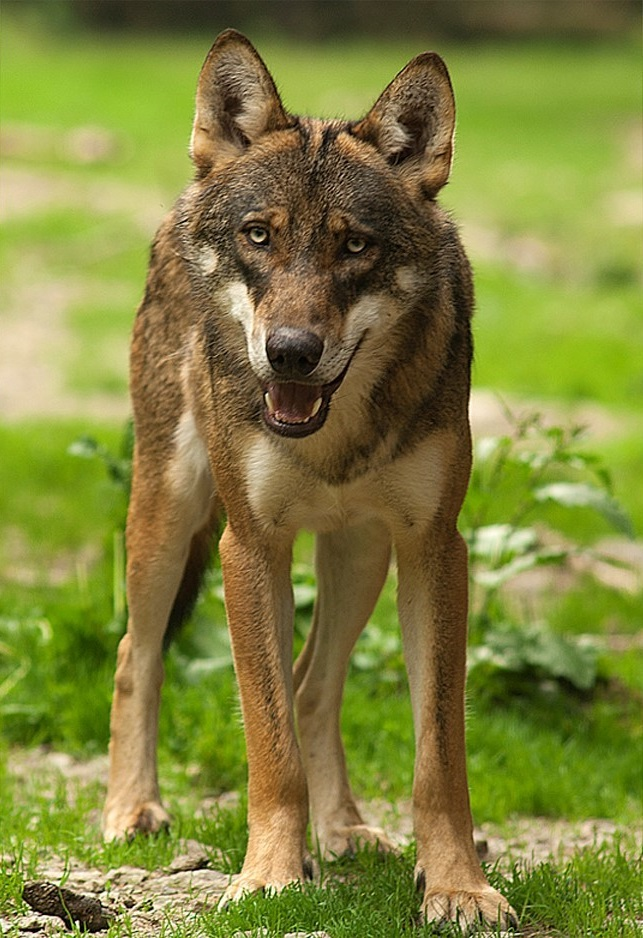
Loup des Apennins

La faune est caractérisée par des insectes de toutes sortes, qui abondent surtout en été, notamment des sauterelles, bourdons et abeilles.
Le mont abrite entre autres le Loup des Apennins, le chevreuil, le lièvre ainsi que de nombreuses espèces d'oiseaux, dont le Hibou grand-duc, l'Aigle royal, le crécerelle et le chardonneret,.

## Histoire
De 1860 à 1865, le mont devient un refuge de brigands.

## Activités
Le mont Pollino se prête à diverses activités sportives comme la randonnée pédestre, et le vélo tout terrain.
Le mont Pollino est probablement la montagne la plus escaladée de toute la région, suivie de près par la serra di Crispo (2 053 m) en raison de la proximité de son sommet avec l'un des sentiers les plus fréquentées (colle d'Impiso) et son accessibilité grâce à un sentier de randonnée bien balisé.
Une fête en l'honneur de la Madonna del Pollino se déroule au sanctuaire dédié, situé sur un éperon rocheux d'un versant du mont Pollino à 1 537 m d'altitude. La manifestation a lieu pendant le premier dimanche de juin, le vendredi, samedi et dimanche de la première semaine de juillet et le second dimanche de septembre.